# Ulf Engel
Ulf Engel (* 27. Juni 1962) ist ein deutscher Politikwissenschaftler.

## Leben
Er erwarb das Diplom in Politikwissenschaft (1981–1987) (Die entwicklungspolitische Programmdiskussion der SPD, 1982–1987) an der Universität Hamburg, die Promotion (1989–1994) (The Foreign Policy of Zimbabwe) in Hamburg und die Habilitation (1998–1999) (Die Afrikapolitik der Bundesrepublik Deutschland 1949–1999; venia legendi: Politikwissenschaft) ebenda. Seit 2006 ist er Professor für Politik in Afrika am Institut für Afrikastudien in Leipzig. 
Seine Forschungsschwerpunkte sind internationale und regionale Organisationen, insbesondere die Afrikanische Union und die RECs/RMs, Afrikanische Friedens- und Sicherheitsarchitektur, Afrikanische Regierungsarchitektur, Konfliktverhütung und Frühwarnung, präventive Diplomatie, Konfliktanalyse, deutsche Afrika-Politik (Außenpolitik, Entwicklungspolitik, Sicherheitspolitik) und politische Entwicklungen in Südafrika und im südlichen Afrika.

## Schriften (Auswahl)
- Unconstitutional changes of government – new AU policies in defence of democracy. Leipzig 2010, ISBN 978-3-86583-265-8.
- mit Gorm Rye Olsen: Authority, sovereignty and Africa’s changing regimes of territorialisation. Leipzig 2010, ISBN 978-3-86583-330-3.
- The African Union finances – how does it work?. Leipzig 2015, ISBN 978-3-86583-956-5.
- Regionalismen. Berlin 2018, ISBN 3-11-058454-9.